# Gebirgsklettermaus
Die Gebirgsklettermaus (Dendromus insignis) ist ein Nagetier aus der Gattung der Afrikanischen Klettermäuse (Dendromus).

## Merkmale
Mit einer Kopf-Rumpf-Länge von 78 bis 92 mm gehört die Gebirgsklettermaus zu den größten Arten der Afrikanischen Klettermäuse. Die Schwanzlänge beträgt 82 bis 111 mm, die Ohrenlänge 12 bis 18 mm, die Hinterfußlänge 20 bis 23 mm und das Gewicht von 12 bis 17 g. Die Gebirgsklettermaus hat einen sehr langen zweifarbigen Greifschwanz, der dunkler an der Oberseite und heller an der Unterseite ist. Das lange weiche Fell ist braun oder rötlichbraun an der Oberseite und dunkelgrau oder grau an der Unterseite. Vom Nacken bis zur Schwanzbasis verläuft ein schwarzer Aalstrich. Die Ohren sind relativ groß und rundlich. Die Gliedmaßen sind an das Klettern angepasst. Die zweiten bis vierten Zehen der Vordergliedmaßen haben verlängerte Krallen. Der erste und der fünfte Zeh der Vordergliedmaßen sind stark reduziert. Bei den Hintergliedmaßen sind der zweite bis vierte Zeh verlängert, der fünfte Zeh ist lang und opponierbar mit einer Kralle. Der erste Zeh ist stark reduziert.

## Verbreitung
Die Gebirgsklettermaus kommt in den Gebirgsregionen Ostafrikas vor, insbesondere in der östlichen Demokratischen Republik Kongo, im westlichen Uganda, in Ruanda, im südlichen Kenia und in den Eastern Arc Mountains in Tansania.

## Lebensraum
Die Gebirgsklettermaus bewohnt Berggrasland, feuchtes Grasland und krautige Vegetation in Höhenlagen über 1500 m sowie Sumpfland in Höhenlagen zwischen 3000 und 4700 m.

## Lebensweise
Die Gebirgsklettermaus ist nachtaktiv mit der höchsten Aktivität zwischen 22 Uhr und 2 Uhr. Sie ist bodenbewohnend aber auch ein wendiger Kletterer. Mit ihren gut angepassten Hinterfüßen und dem langen Greifschwanz klettert sie an Zweigen sowie Grashalmen. Die Gebirgsklettermaus baut kleine Grasnester oder benutzt kleine Vogelnester. Das Gelege besteht aus ein bis sieben Jungen, durchschnittlich sind es vier. Die Nahrung besteht aus großen Samen und Insekten. Fressfeinde sind Kapuhus und Leoparden.

## Status
Die Gebirgsklettermaus wird von der IUCN in die Kategorie „nicht gefährdet“ (least concern) klassifiziert. Gegenwärtig sind keine größeren Bedrohungen bekannt, jedoch könnte die Landwirtschaft auf dem Mau Escarpment in Kenia eine zukünftige Gefährdung für die Art darstellen.